# Jarskij rajon
Lo Jarskij rajon (in russo Ярский район?, in lingua udmurta Яр ёрос) è un municipal'nyj rajon della Repubblica Autonoma dell'Udmurtia, in Russia. Istituito il 15 luglio 1929, occupa una superficie di 1 524,27 chilometri quadrati, ha come capoluogo il villaggio di Jar e una popolazione di 11 370 abitanti. Il distretto è suddiviso in 10 comuni rurali.

## Geografia
La parte settentrionale del distretto si trova sulle alture della Kama. A nord si trova la sorgente del fiume Vjatka e il suo affluente, il Čepca, il fiume più grande del nord dell'Udmurtia, scorre attraverso il centro del distretto da est a ovest. Si trovano sul territorio molti affluenti di quest'ultimo, tra cui il Lekma.